# Нортенґерське абатство
«Нортенґерське абатство» (англ. Northanger Abbey) — фільм режисера Джона Джонса, екранізація однойменного роману Джейн Остін. Це друга екранізація роману, перша була здійснена у 1987 році. Висока якість екранізації гарантовано сценарієм, створеним Ендрю Девісом, автором літературних адаптацій, до таких фільмів як «Гордість упередження» (1995), «Кімната з видом», «Холодний дім», «Емма» та інші. Головні ролі у фільмі виконали Кері Малліґан («Гордість і упередження») та Джеральдіна Джеймс («Шерлок Холмс»).

## Сюжет

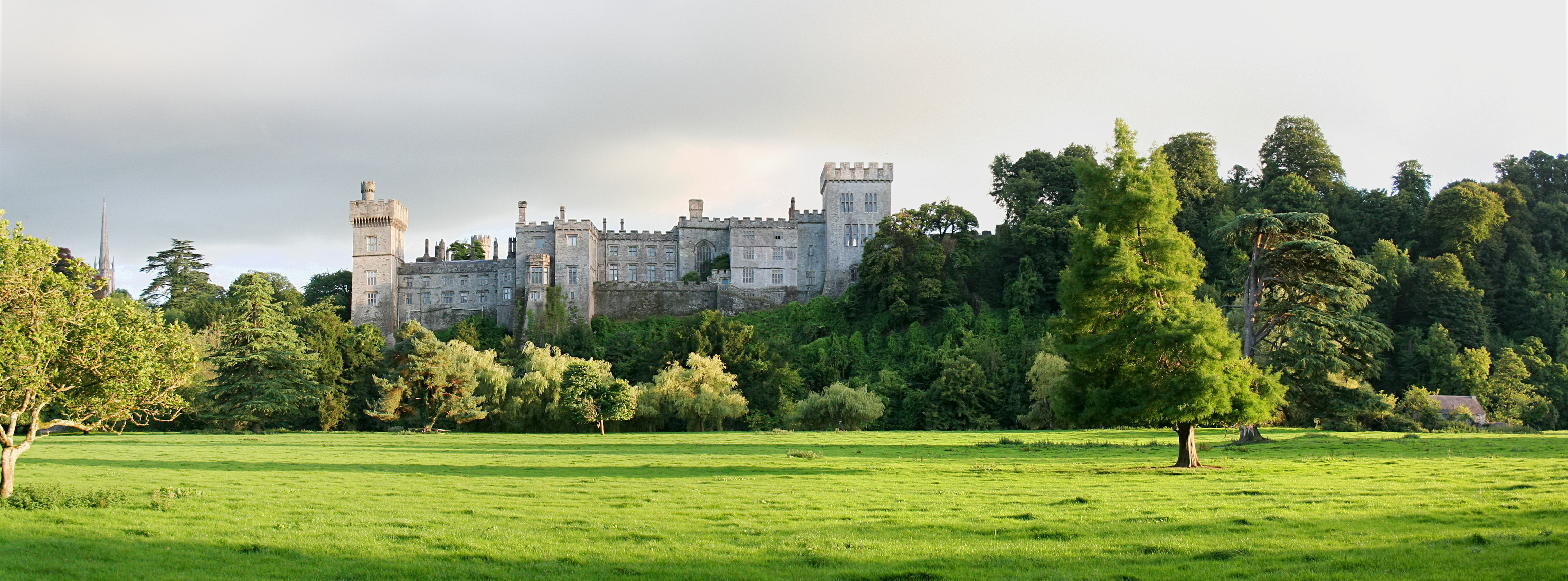
Замок Лісмор, який у фільмі був Нортенґерським абатством

Уявлення про життя доньки небагатого дрібного поміщика, Кетрін Морланд (Фелісіті Джонс), сімнадцятирічної наївної дівчини, формувалися під впливом готичних романів, які вона обожнює читати. Одного разу Кетрін їде зі своєю тіткою на курорт у Бат. У місті, де немає спільних знайомих, дуже нудно, тому, коли тітонька стикається на вулиці з якоюсь місіс Торп, а та з радістю представляє свою доньку Ізабеллу і сина Джона, тоді Кетрін вже не відчуває себе такою покинутою і самотньою.
У Баті Кетрін знайомиться з Генрі Тілні, сином генерала Тілні, котрий є багатою людиною. Але генерал, азартний гравець, як стає ясно пізніше, давно проциндрив статок померлої при загадкових обставинах дружини. У Баті його невірно інформували, що Кетрін — перспективна наречена, і він запрошує її в свій маєток (Нортенґерське абатство), щоб вигідно одружити сина. Уявіть собі його розчарування, коли він дізнається, що батьки Кетрін бідні. Але Генрі і Кетрін покохали один одного.

## У ролях
| Актор                | Роль              |
| -------------------- | ----------------- |
| Фелісіті Джонс       | Кетрін Морланд    |
| Джей Джей Філд       | Генрі Тілні       |
| Ліам Каннінґем       | генерал Тілні     |
| Кетрін Вокер         | Елінор Тілні      |
| Марк Даймонд         | Фредерік Тілні    |
| Джеральдін Джеймс    | голос Джейн Остін |
| Кері Малліґан        | Ізабелла Торп     |
| Вільям Бек           | Джон Торп         |
| Бернадетт Маккенна   | місіс Торп        |
| Г'ю О'Конор          | Джеймс Морланд    |
| Джеррі О'Брайан      | містер Морланд    |
| Джулія Дірден        | місіс Морланд     |
| Алана Бреннан        | Гарієт Морланд    |
| Сильвестра Ле Тузель | місіс Аллен       |
| Десмонд Барріт       | містер Аллен      |
| Майкл Джудд          | пастор            |
| Софі Вавасо          | Анна Торп         |
| Шона Тейлор          | Марі Торп         |